# Tournevis sonique

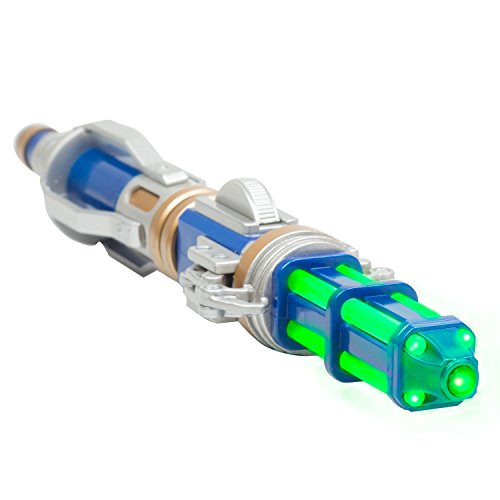
Le tournevis sonique du Douzième Docteur

Un tournevis sonique est un outil utilisé par le Docteur dans la série télévisée britannique Doctor Who.
Sa fonction la plus commune est d'ouvrir tous les verrous, qu'ils soient électroniques ou mécaniques, ainsi que d'ouvrir ou fermer des portes pour fuir (sauf les portes en bois), ou tout simplement pour l'exploration. Il est aussi utilisé pour réparer des objets, scanner ou analyser différentes substances, résidus, gaz, etc. et accessoirement comme une arme de fortune. Tout comme le TARDIS, il est devenu une des icônes de la série et est associé de très près au Docteur.

## Histoire

### Ancienne série
Le tournevis sonique a fait sa première apparition dans la saison 5, avec le deuxième Docteur, dans l'épisode Fury from the Deep (diffusé en 1968). Il a dès lors été utilisé pour diverses tâches par ce Docteur, ses fonctions variant au gré des épisodes. Cependant, son fonctionnement n'a jamais été expliqué. Parmi ses fonctions, il sert : 
- à détecter des radiations (dans l'épisode The Three Doctors) ;
- à faire exploser des mines à distance, dans The Sea Devils ;
- comme « lance sonique miniature », dans Robot ;

Cependant, le Docteur n'est pas le seul à posséder un tournevis sonique. Ainsi, un autre Seigneur du Temps, Romana, a construit le sien (vu pour la première fois dans City of Death). Son design a d'ailleurs impressionné le Docteur à tel point qu'il a essayé d'échanger leurs tournevis (sans succès), dans l'épisode The Horns of Nimon.
Mais le tournevis a été retiré de la série en 1982, détruit par un Terileptil dans l'épisode The Visitation. En fait, cette destruction a été exécutée sur ordre du producteur, qui trouvait que le tournevis sonique était trop utilisé par les scénaristes afin de sortir le Docteur de toutes les situations. Jusqu'à la fin de la série en 1989, il n'y eut plus de tournevis sonique. Il réapparut dans le téléfilm de 1996 Le Seigneur du Temps. Dans ce téléfilm, le design de l'ancien tournevis a été repris, mais il pouvait se développer quand on s'en servait et se refermer une fois son utilisation terminée.
Dans l'épisode spécial Time Crash, le Dixième Docteur se moque d'ailleurs du Cinquième Docteur, en proclamant que ce dernier préfère sauver l'univers avec une bouilloire et une ficelle plutôt qu'avec un tournevis sonique.

### Nouvelle série
En 2005, un tout nouveau tournevis, avec un nouveau design, ainsi qu'une lumière bleue et un nouvel effet sonore a fait son apparition. Il semble faire partie du même ensemble que la nouvelle console du TARDIS, avec une partie qui se télescope, tout comme la colonne centrale du TARDIS. En opposition à la raison de la suppression de l'ancien, ce nouveau tournevis semble posséder encore plus de fonctionnalités.
Quelques-unes de ces nouvelles fonctions sont, entre autres :
- réparer un manipulateur de Vortex cassé depuis des siècles ;
- désactiver une arme Auton ;
- détecter et revoir des signaux ;
- intercepter des téléportations ;
- désactiver des fonctions du TARDIS à distance ;
- brûler et couper toutes sortes de substances ;
- amplifier le son, afin de mettre dans l'incapacité un ennemi ;
- amplifier la puissance d'un appareil de radiographie au-delà de ses capacités normales dans La Loi des Judoons ;
- teindre les verres des lunettes pour les transformer en lunettes de soleil ;
- servir de microphone à condition d'être relié à un amplificateur audio comme dans Le Fantôme des Noëls passés ou dans Le Complexe divin ;
- de lampe de poche, quand le Docteur et un de ses compagnons doit s'éclairer.

Contrairement à l'ancienne série, le Docteur déclare dans Adieu Rose que son tournevis sonique ne peut pas tuer, blesser, ou estropier. Pourtant, dans différents épisodes, il le brandit de façon menaçante, et va même jusqu'à détruire un ennemi. Cependant, même dans ces moments, il ne s'agit que d'ennemis robotiques, ou d'armes. 
Autre différence : dans plusieurs épisodes, le Docteur se retrouve coincé puisque son tournevis ne peut pas ouvrir certaines portes. En fait, le tournevis sonique ne peut pas ouvrir ou désenclencher des portes ou des connexions scellées (comme des bidons ou des câbles informatiques, par exemple). On peut aussi remarquer que dans l'épisode Bibliothèque des ombres, première partie, le Docteur ne peut pas ouvrir une porte avec son tournevis car celle-ci est en bois.
Au départ, l'accessoire utilisé pour tourner en 2005 était très fragile. Sa déclinaison en jouets était un peu plus grande, mais beaucoup plus solide. L'équipe de production de la série fut tellement impressionnée qu'ils basèrent le tournevis utilisé en 2006 sur des moulages du jouet.
Depuis 2006, le tournevis fait donc 7 pouces de long, contre 5.75 en 2005.
En 2010, la nouvelle saison avec le nouveau docteur (Matt Smith, remplaçant David Tennant) a un nouveau tournevis sonique à la suite de l'endommagement de l'ancien, qui a fini par « griller ». Le nouveau modèle est plus grand et plus large que le précédent et la lumière générée est maintenant verte.
On apprend dans l'épisode Terreurs nocturnes que le nouveau tournevis sonique pourrait fonctionner sur le bois mais que le Docteur ne l'a pas encore fait améliorer.
Dans la saison 9, le Docteur (Peter Capaldi) utilise la technologie du tournevis sonique par des lunettes de soleil, après avoir donné son tournevis sonique à un jeune Davros, pris au piège dans un terrain rempli de main avec des yeux sur le sol, sur un champ de bataille.
C'est dans le dernier épisode de cette saison qu'apparaît un nouveau tournevis sonique, ce dernier peut alterner entre lumière bleue et verte, et est constitué de six parties, comme la console du TARDIS.
En 2018, le treizième Docteur (Jodie Whittaker) perd son appareil en tombant du TARDIS en vol. Elle en reconstruit un elle-même, grâce au métal fondu de plusieurs cuillère à soupe, d'un cristal et de la technologie Stenza. Le tournevis arbore alors un style fait-main plus métallique et cabossé. Le cristal au bout de celui-ci émet une lumière jaune lors de son utilisation.

### Appareils semblables
- Dans le livre Alien Bodies, le Seigneur du Temps Homunculette a une clef à molette sonique.
- Le Sixième Docteur utilise une lance sonique dans l'épisode Attack of the Cybermen.
- En 2005, Jack Harkness utilise un « blaster sonique » dans l'épisode Drôle de mort. Par la suite, dans la série Torchwood, on le verra utiliser une sorte de tournevis sonique émettant une lumière verte.
- Dans The Sarah Jane Adventures, Sarah Jane Smith utilise un « rouge à lèvres sonique », donné par le Dixième Docteur dans l'épisode L'École des retrouvailles. Ses fonctionnalités sont semblables à celles du tournevis.
- Dans l'épisode Que tapent les tambours, le Maître utilise un tournevis laser, qui peut tuer aussi bien que vieillir sa cible. Ce tournevis a aussi un contrôle isomorphique, ce qui signifie que seul le Maître peut l'utiliser.
- Dans l'épisode Le Retour de Donna Noble (2008), Miss Foster utilise un stylo sonique. Après le lui avoir subtilisé, le Docteur l'oppose à son tournevis, ce qui déclenche une attaque sonore.
- Dans l'épisode Allons tuer Hitler (2011), le Docteur utilise « une canne sonique » pour scanner le Tesselecta.
- Dans l'épisode La Fille qui Attendait (2011), Amy construisit « une sonde sonique ».
- Jusqu'à l'épisode Montée en Enfer (2015), le Douzième Docteur utilisait une paire de lunettes soniques.
- Dans l'épisode Les Maris de River Song (2015), River Song utilise une truelle sonique.
- Dans l'épisode Le Docteur Tombe (2017), Missy, une des incarnations du Maître, utilise un parapluie sonique.

## Autres apparitions
- Un outil très semblable est utilisé en 1968 par Gary Seven dans un épisode de Star Trek.
- Dans une parodie de science-fiction nommée Nebulous, il y a un « pied-de-biche sonique ».
- Dans un épisode de The Catherine Tate Show, David Tennant, présent en tant que vedette invitée, utilise son tournevis sonique contre Catherine Tate.
- Dans la web-série Flanders company, Caleb utilise régulièrement un objet étant la réplique du tournevis sonique du neuvième et dixième docteur, il émet également le même son, il s'en sert pour ses expériences et comme scanner, ce tournevis permet également un affichage holographique. Dans la saison quatre, dans un univers parallèle un docteur devant faire passer un bilan de santé à Caleb brandit un objet étant la réplique exacte du tournevis sonique du onzième docteur.